# مشير ميداني عام

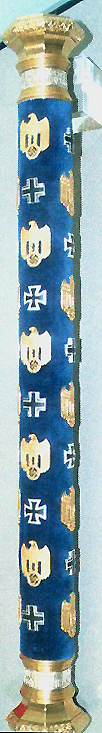
امتياز الفيلد مارشال للقائد العام لسلاح الجو

المشير الميداني العام أو فيلد مارشال (بالألمانية:) عادة ما يترجم ببساطة المشير العام، وكتب في بعض الأحيان فقط كما فيلد مارشال) أعلى رتبة في الجيوش الألمانية عدة والإمبراطورية النمساوية، وهي رتبة تعادل جراند أدميرال في البحرية الألمانية.
كانت مستخدمة في الجيش البروسي وفيما بعد في الجيش الألماني، وكان رتبة بامتيازات عدة، مثل الوصول إلى طبقة النبلاء، ومرتبة متساوية مع وزراء الديوان الملكي، والحق في كتابة تقرير مباشر للملك، ويولى وحراسة شخصية.